# Parabolani
I Parabolani, o meglio Parabalani (greco Παράβολοι, Paráboloi, o Παραβολᾶνοι, Parabolánoi, che deriva da παραβάλλεσθαι τὴν ζωήν parabállesthai tēn zōèn "rischiare la vita"; i parabolani sono quindi "coloro che rischiano la vita"), furono i membri di una setta che nella Chiesa delle origini si dedicavano sotto giuramento alla cura dei malati, specie degli appestati, e alla sepoltura dei morti, sperando così di morire per Cristo.

## Storia
È stato affermato, pur senza prove sufficienti, che la confraternita nacque durante la peste di Alessandria d'Egitto durante l'episcopato di Dionisio di Alessandria (seconda metà del III secolo). In questo evento sta la giustificazione del loro nome: essi rischiarono la vita per essersi esposti a malattie contagiose. Oltre a svolgere opere di misericordia essi costituivano anche la guardia del corpo del vescovo.
Il loro numero non è mai stato grande. Una legge promulgata nel 416 limitava il loro numero a 500 in tutta Alessandria. Successivamente, con una nuova legge due anni dopo, il loro numero fu aumentato a 600. A Costantinopoli, il numero fu ridotto da 1.100 a 950 elementi. I Parabolani non sono più menzionati dopo l'età di Giustiniano.
Anche se la loro scelta e il loro controllo erano effettuati dal vescovo, il Codex Theodosianus li mise sotto la supervisione del Praefectus Augustale (governatore romano straordinario d'Egitto). Non avevano né ordini né voti, ma erano elencati tra il clero e godevano di privilegi e delle immunità del clero. La loro presenza a incontri pubblici o nei teatri era vietata dalla legge. Turbolenti e fanatici, furono coinvolti nel linciaggio della filosofa Ipazia di Alessandria. A volte si è registrato un ruolo molto attivo nelle controversie ecclesiastiche, come nel Secondo Concilio di Efeso: qui bastonarono diversi vescovi che avrebbero potuto opporsi al loro vescovo, Dioscoro.